# Tumba de Jahangir
La tumba de Jahangir (en urdu: مقبرہُ جہانگیر‎, en lahnda, جہانگير دا مقبرہ) es un mausoleo construido para Jahangir, emperador que gobernó el Imperio mogol desde 1605 a 1627. El mausoleo se encuentra en Shahdara Bagh, un suburbio de Lahore, en la provincia de Punyab, Pakistán.
La tumba, junto con el Akbari Sarai adyacente y la tumba de Asif Khan, fue incluida por Pakistán en 1993 en la Lista indicativa de Pakistán, requisto previo para ser considerada como Patrimonio de la Humanidad.

## Historia

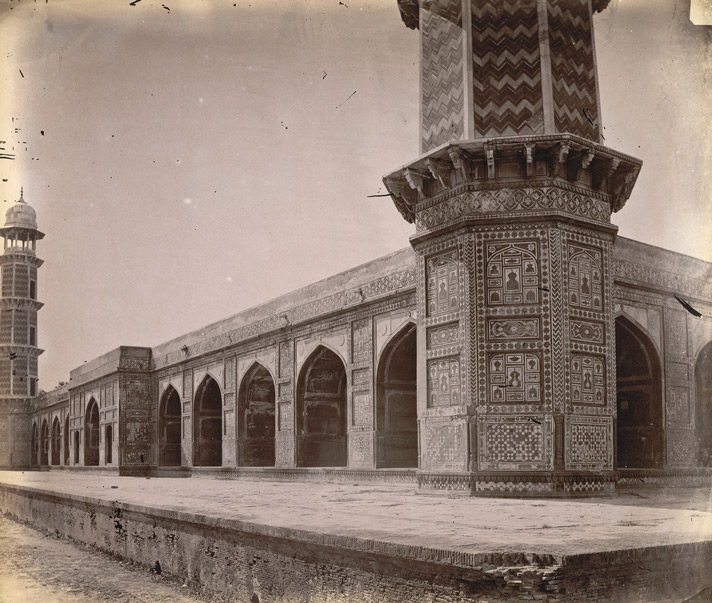
Fachada de la tumba de Jahanghir en 1880

El tercer emperador mogol de la India, Akbar el Grande, trasladó la capital desde Fatehpur Sikri  en 1584 y en 1598 volvió a trasladarla a Agra. Su hijo Jahangir, que había nacido en Fatehpur Sikri en agosto de 1869, pasó parte de su juventud en Lahore, siendo esmeradamente educado y gustando toda su vida del arte, las ciencias y la arquitectura. En marzo de 1611 Jahangir se casó con Mihrunnissa Begum, titulada Nur Jahan (1576-1645), que será muy importante en su vida y que, según algunos historiadores, ejercía verdadero poder en la sombra.
La zona de Shahdara era un lugar favorito tanto de Jahangir como de Nur Jahan cuando vivían en Lahore. Cuando Jahangir murió en 1627 en Rajaur, cerca de Lahore, fue enterrado inicialmente en el jardín Dilkusha. Pero su hijo Shah Jahan ordenó que se erigiera en su memoria un «mausoleo digno de un emperador».
Aunque los historiadores contemporáneos mencionan que el constructor de esta tumba fue Shah Jahan, es «más probable que haya sido el resultado de la visión de Nur Jahan». Ella, inspirándose en el mausoleo de Itimad-Ud-Daulah, la tumba de su propio padre construida en Agra en 1621-1626, se dice que habría diseñado el mausoleo en 1627.  habría influido en la arquitectura y en los jardines del monumento cuando se convirtió en residente de Lahore después de la muerte de Jahangir. La construcción comenzó en 1627 y terminó en 1637 y sus coste fue de  Rs 10 lakh. Probablemente fuera financiada por el tesoro imperial, aunque Noor Jahan también podría haberla financiada por sí misma.

## Arquitectura

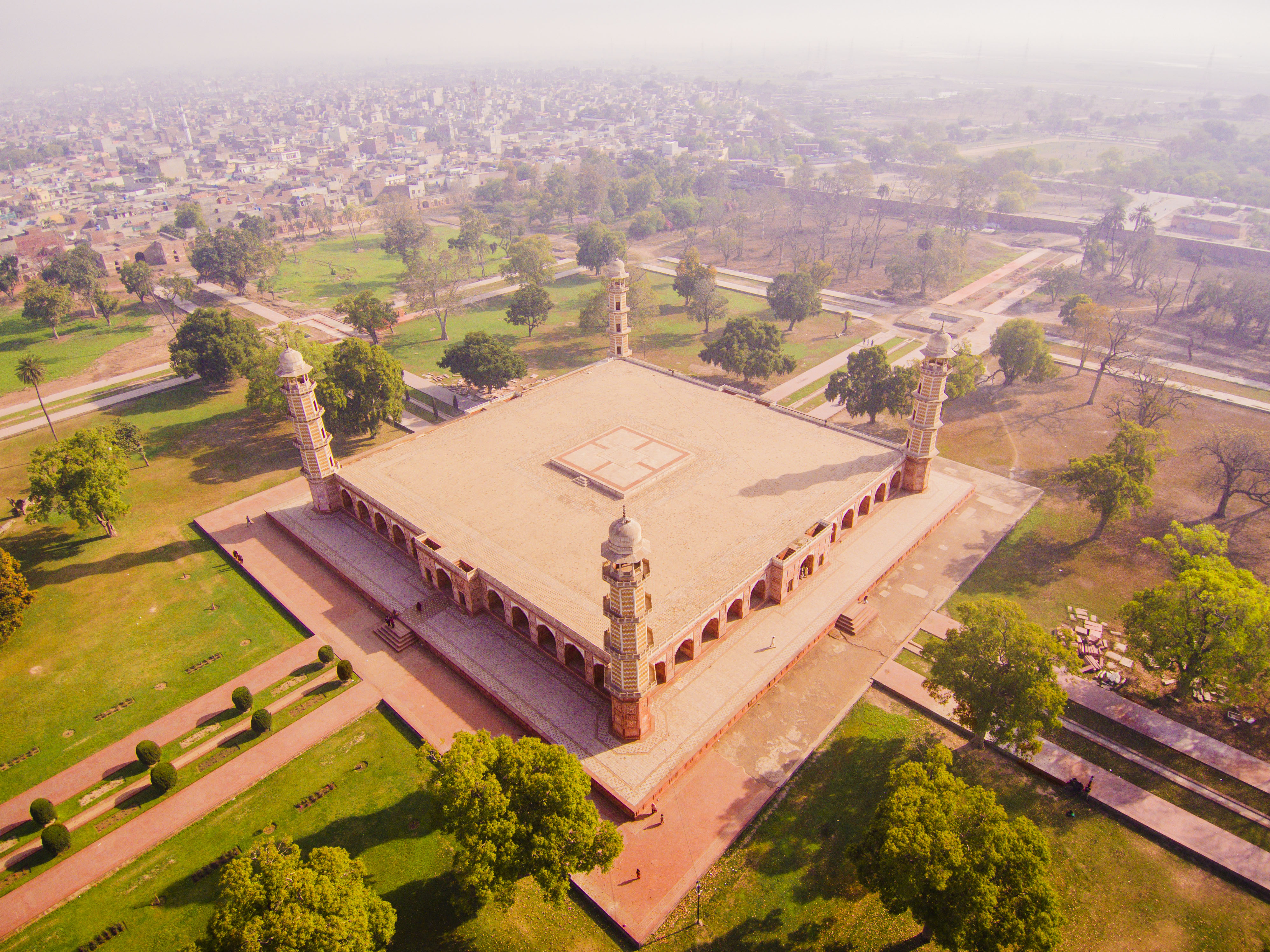
Vista aérea de la tumba.

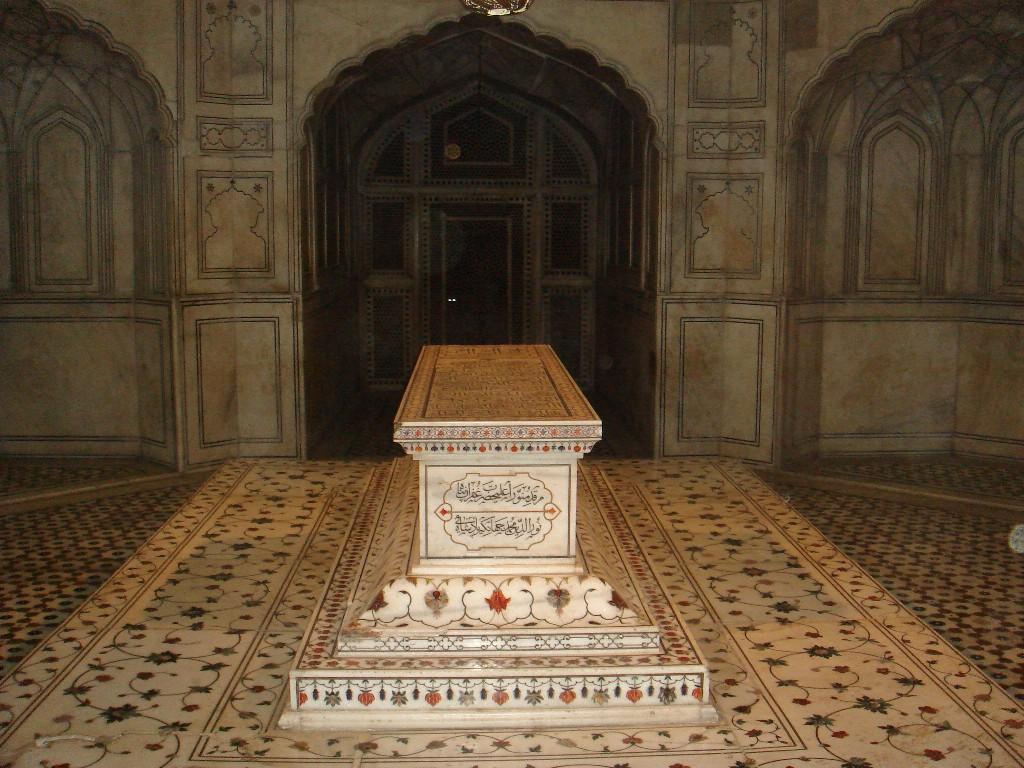
Cenotafio con incrustaciones

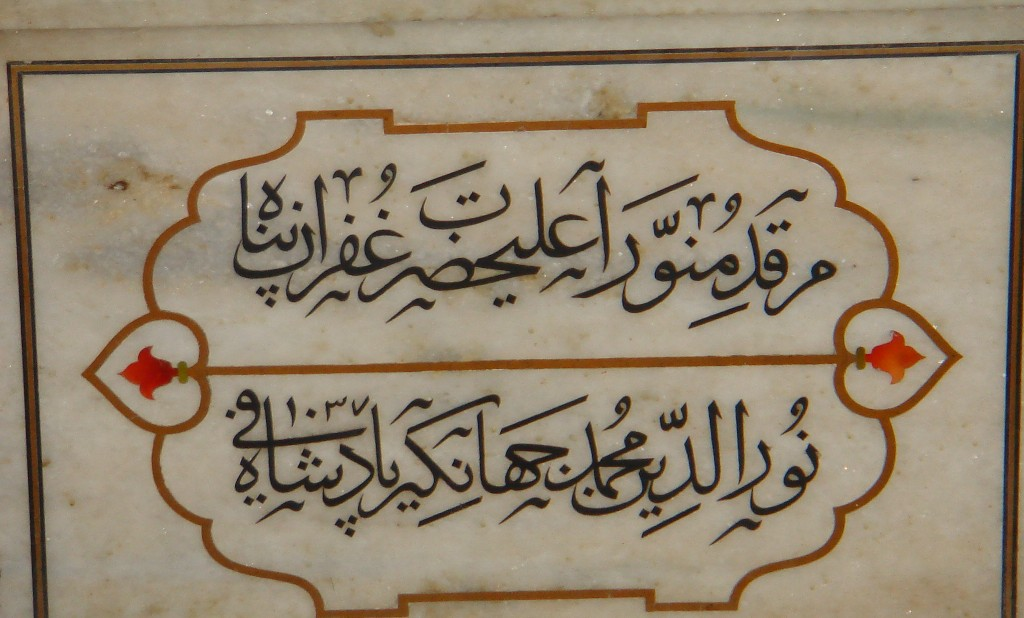
Tumba iluminada de Su majestad, Asilo de Perdón: Emperador Nur-ud-din Muhammad Jahangir, 1037 AH

La entrada al mausoleo se realiza a través de dos puertas masivas de piedra y mampostería enfrentadas (al norte y al sur) que conducen a un recinto cuadrado cerrado conocido como el Akbari Serai. Este recinto lleva a otro, en el lado occidental, que propicia ya una vista completa del jardín dispuesto frente al mausoleo, que es atravesado por cuatro canales de ladrillo procedentes del centro, y en los que se dispusieron numerosas fuentes que ahora están en ruinas.
El mausoleo es una edificación de planta cuadrada y de una sola altura. Consiste en una plataforma con cuatro altas torres octogonales en las esquinas y entradas sobresalientes que se proyectan en el centro de cada lado. Todo el perímetro exterior del mausoleo es recorrido por una galería adornada con mosaicos muy elegantes, que representan flores y versos del Corán. El exterior del mausoleo, incluyendo la parte más baja de las torres, está revestido con piedra arenisca roja  con una rica decoración de paneles de mármol con incrustaciones de motivos decorativos. Las cuatro torres de las esquinas, rematadas con cúpulas de mármol blanco, se elevan en cinco planta hasta una altura de 30 m, con incrustaciones en zig-zag de mármol blanco y amarillo. El edificio está dividido en una serie de compartimentos abovedados. El interior está embellecido con frescos florales con delicadas incrustaciones de mármol de varios colores.
En el interior del mausoleo está en una posición elevada el sarcófago de mármol blanco, en cuyos laterales hay delicadas y coloridas flores en pietra dura, en el mismo estilo elegante de las tumbas en el Taj Mahal en Agra, India. En los dos lados del sarcófago están  incrustados en negro los noventa y nueve atributos de Dios. Una jali de mármol blanco, una pantalla perforada con varios motivos, permite que entre la luz mirando hacia La Meca.

## Galería de imágenes

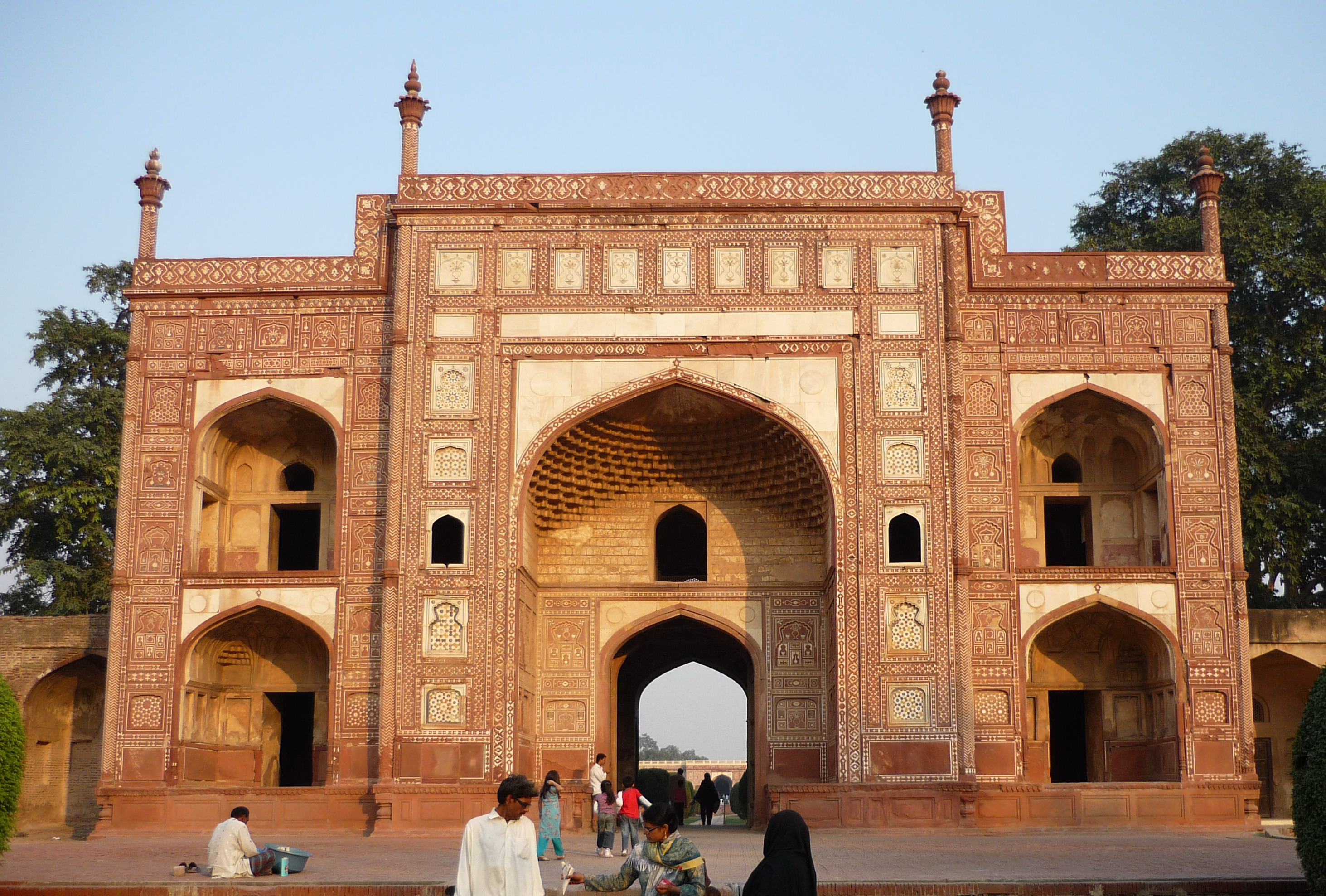
Entrada principal al mausoleo
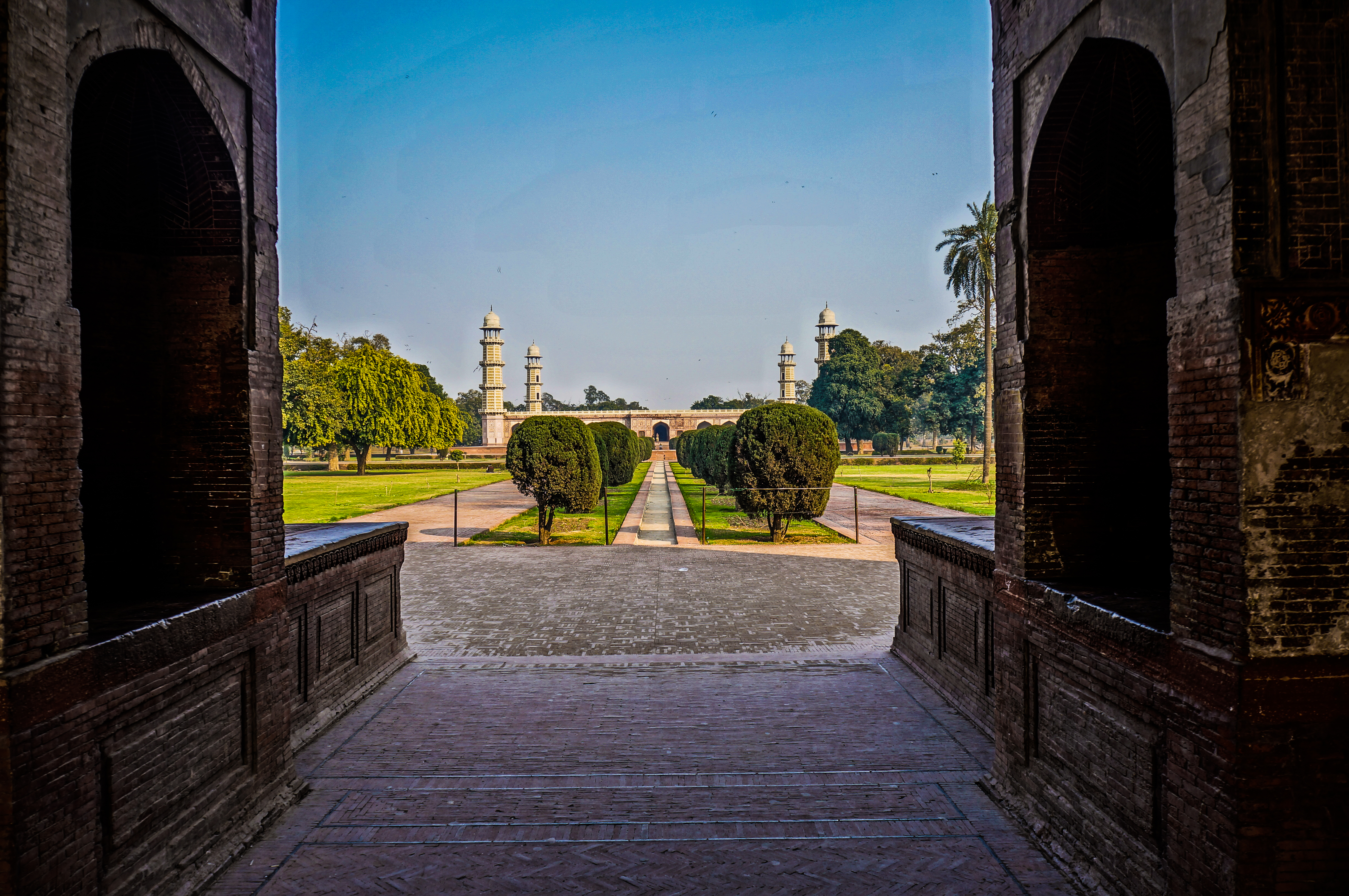
El mausoleo recortado en la entrada
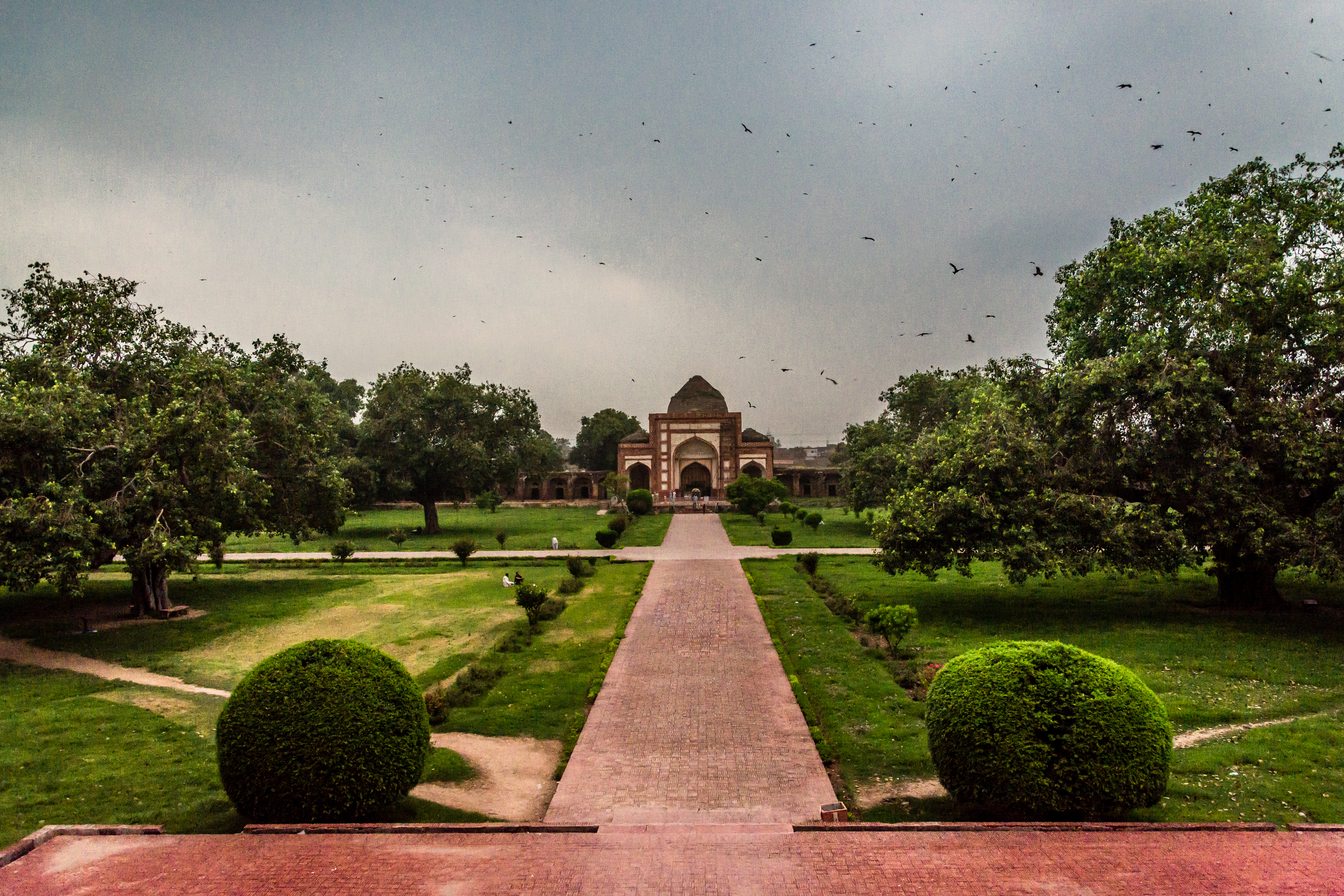
La puerta principal vista desde el mausoleo
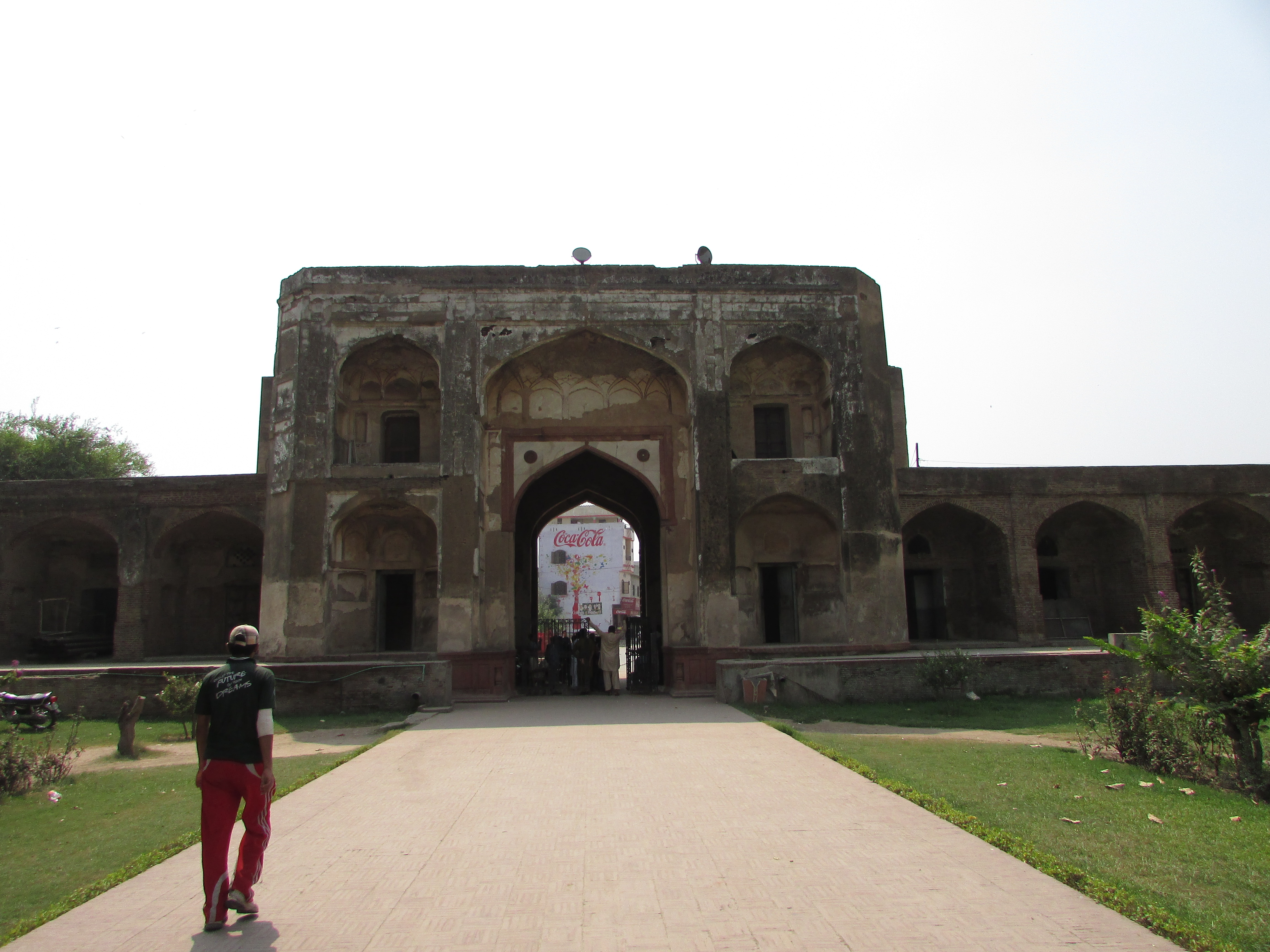
Entrada a Musafir Khana

Detalles de los distintos elementos
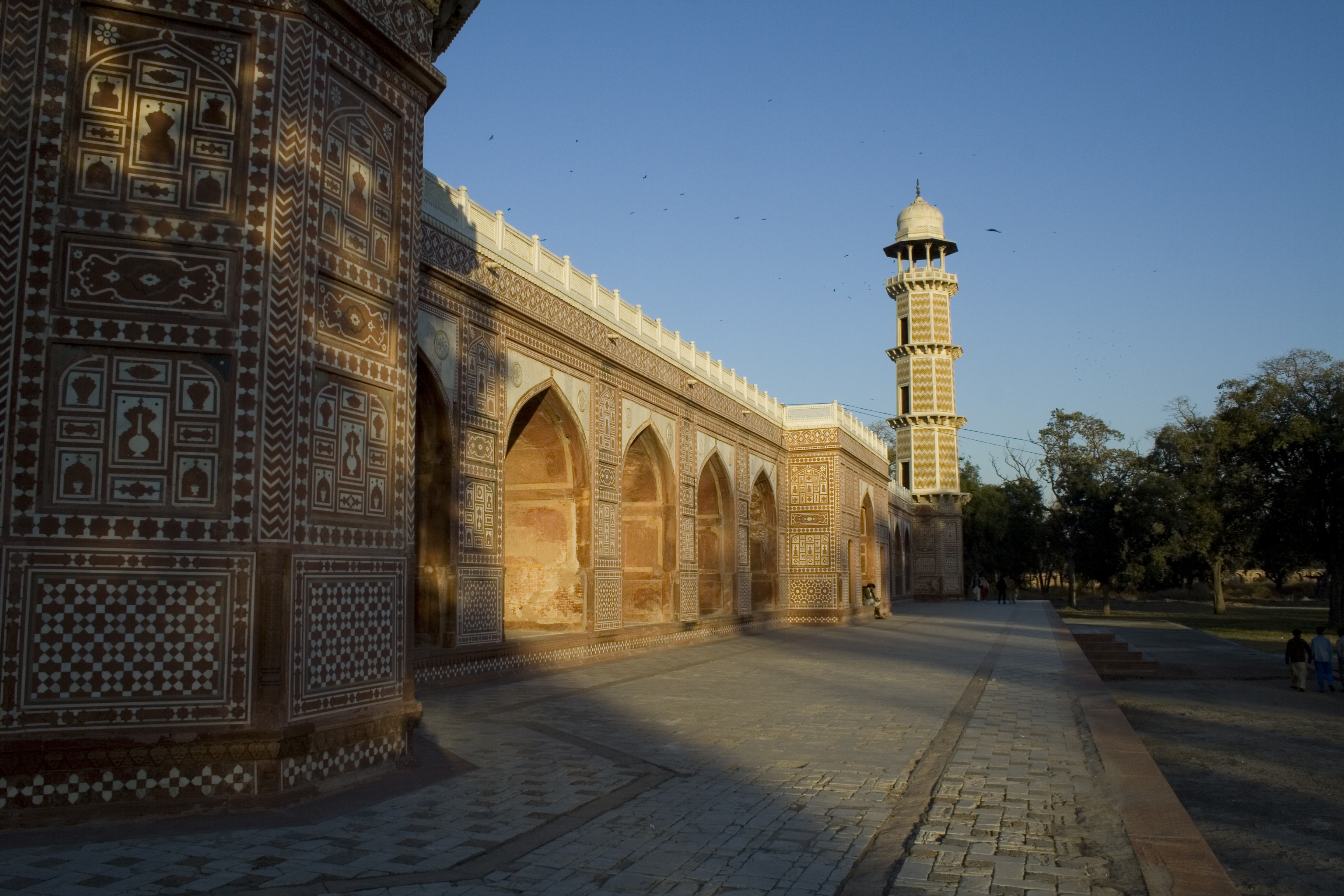
Detalle en escorzo de la fachada
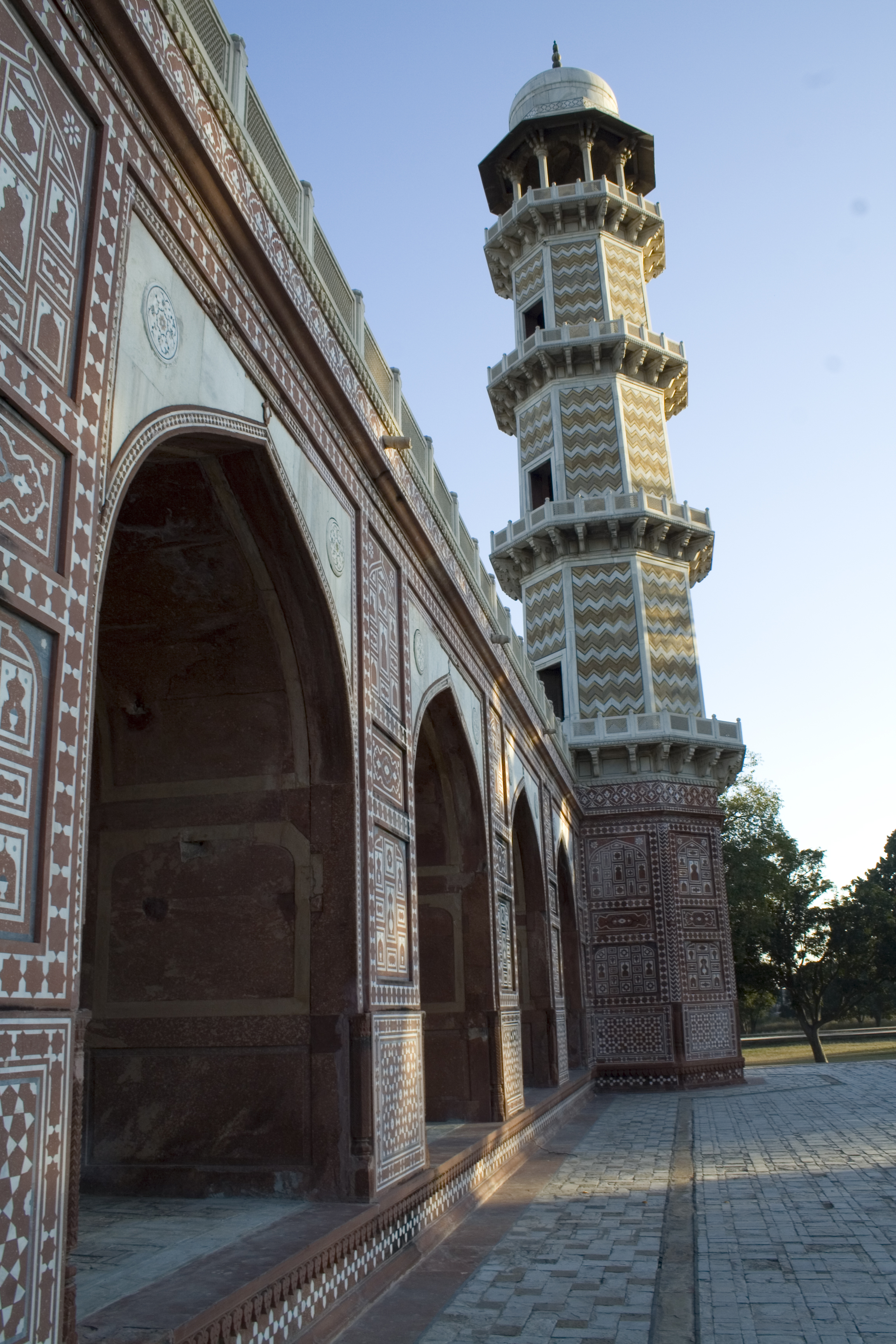
Detalle del minarete
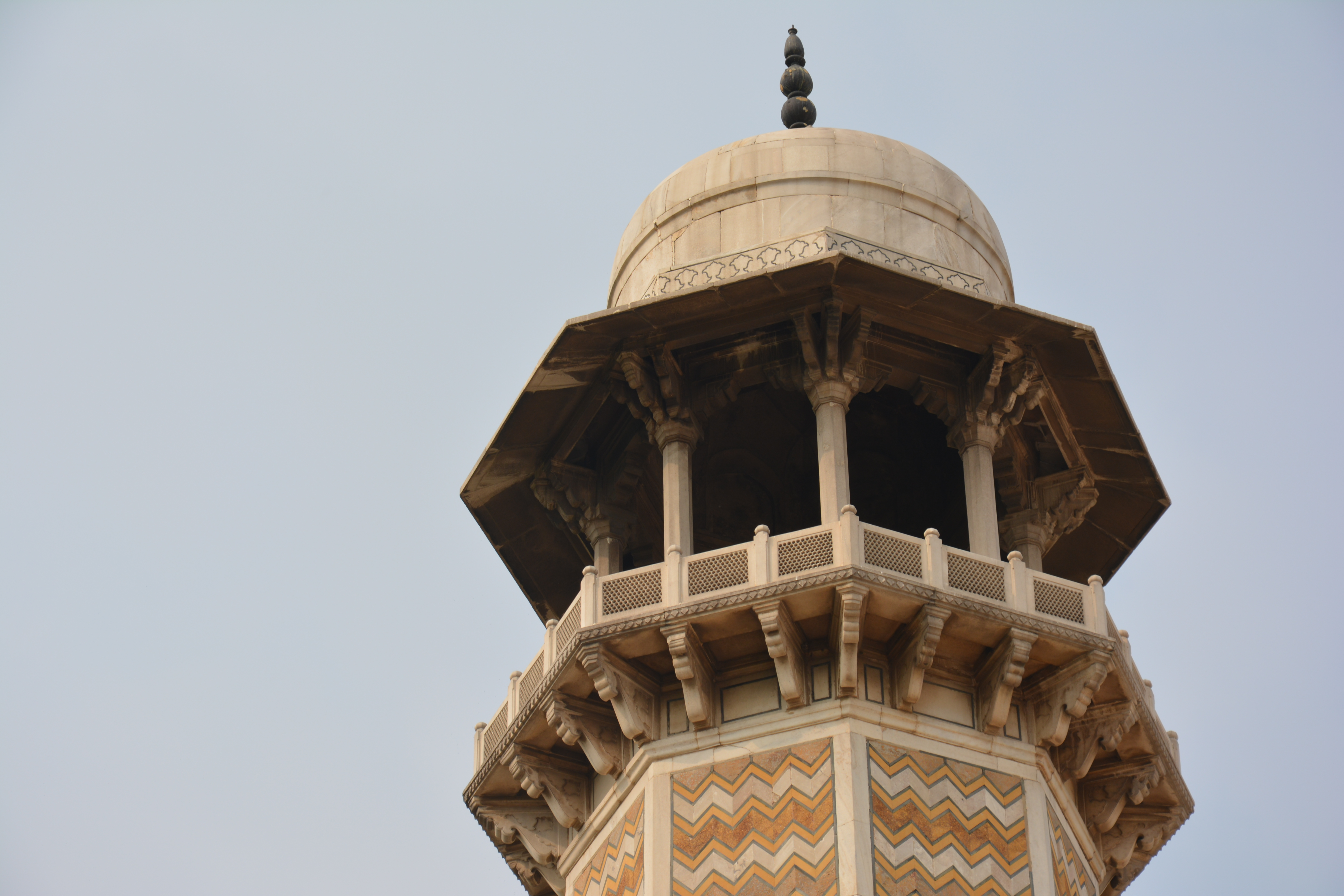
Detalle del remate del minarete
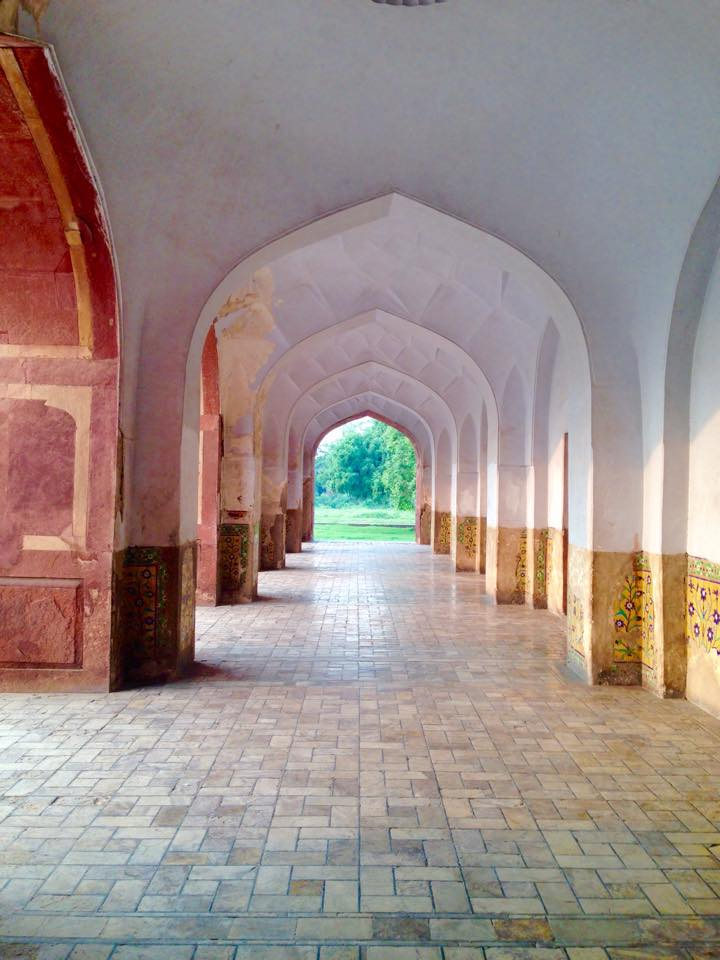
Galería perimetral porticada

Detalles de las decoraciones
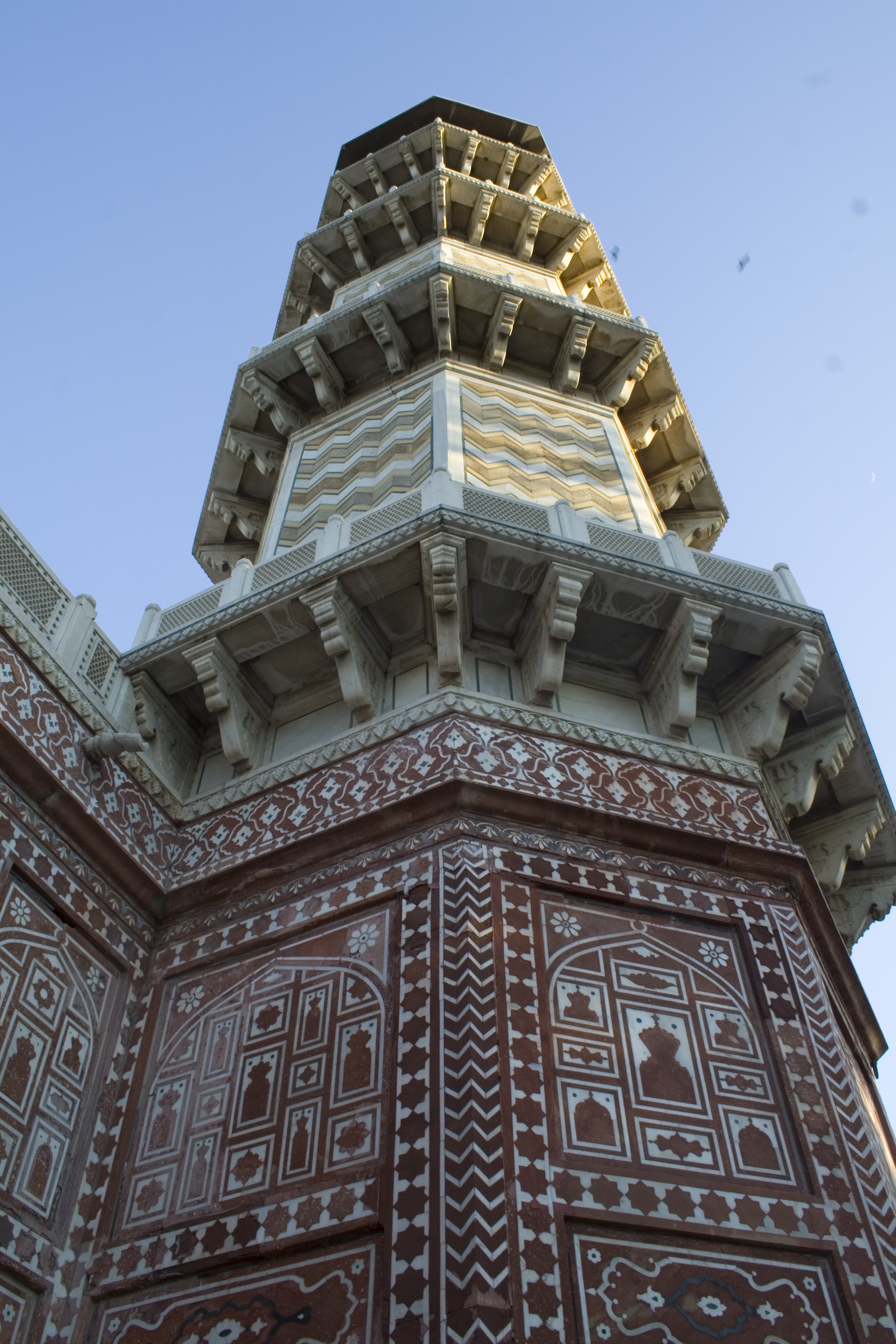
Minarete de la tumba de Jahangir
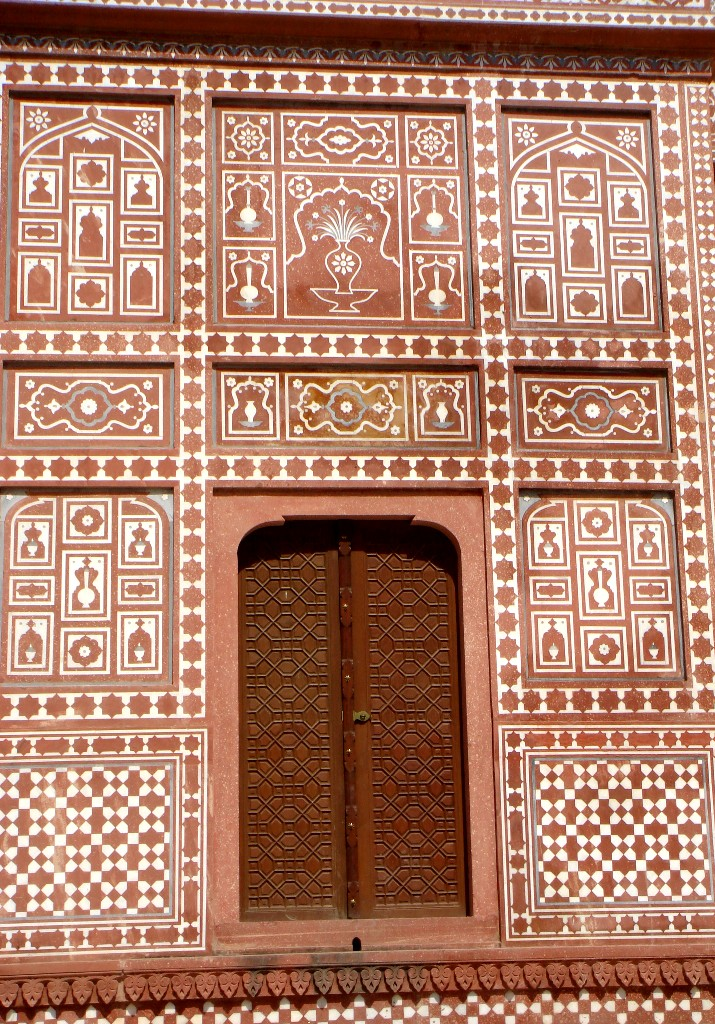
Detalle de pietra dura (incrustación)
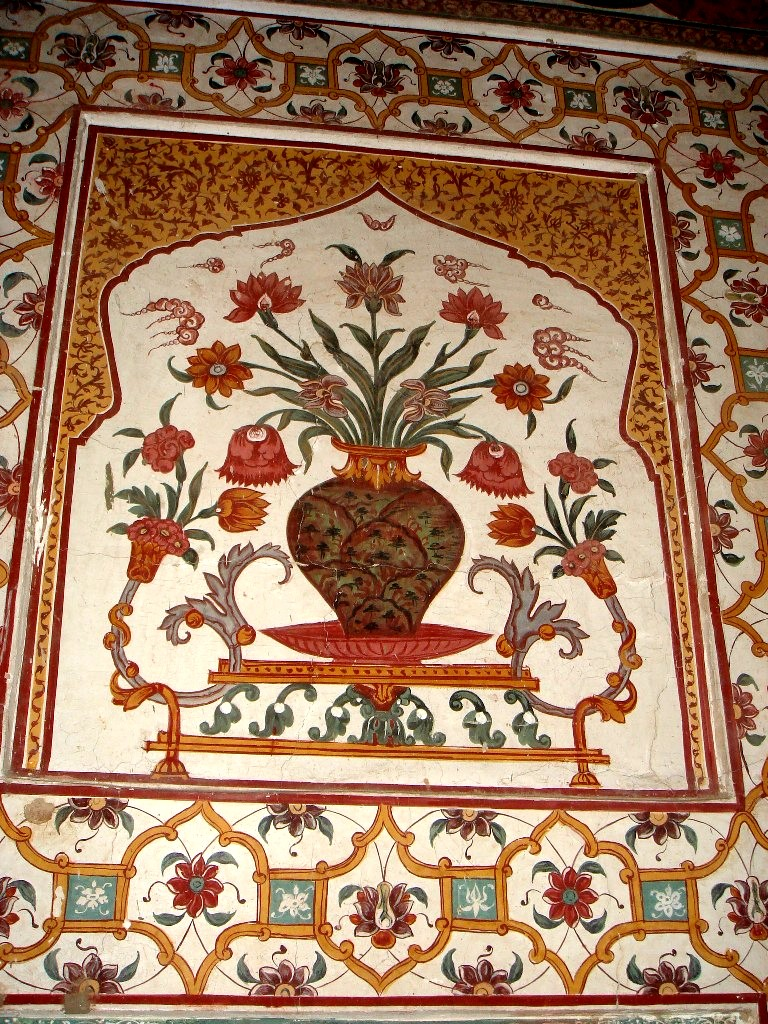
Fresco en el vestíbulo de la cámara funeraria
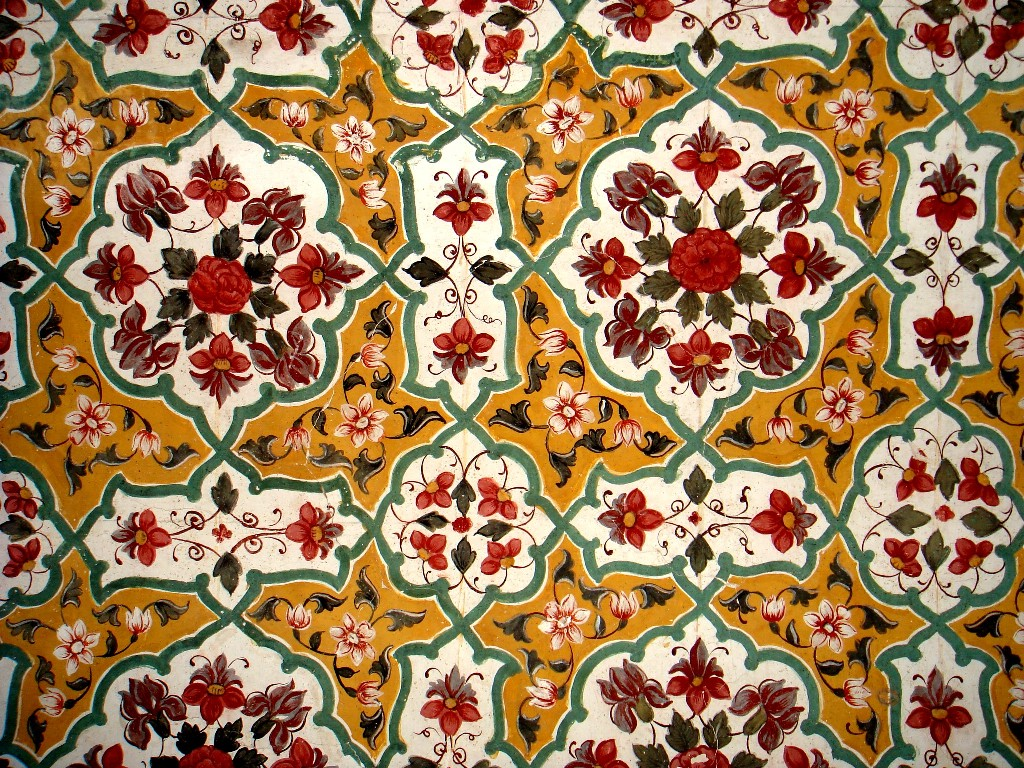
Otro fresco en el vestíbulo de la cámara funeraria
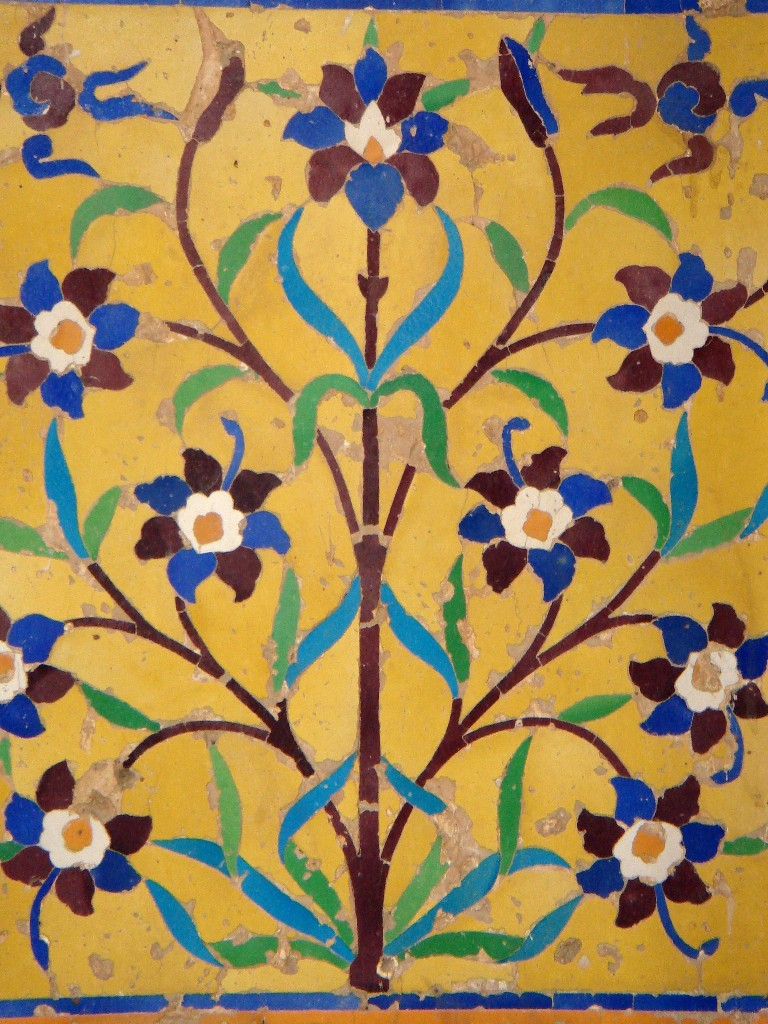
Incrustaciones esmaltadas kashi en la veranda del  mausoleo